# 第63回オールスター競輪
第63回オールスター競輪（だいろくじゅうさんかいオールスターけいりん）は、2020年8月12日から16日まで、名古屋競輪場で行われた、競輪のGI競走。優勝賞金4,480万円（副賞込み）。

## 決勝戦

### 競走成績
- 8月16日（日）第11レース[2][3][4][5][6]
- 誘導員…水谷良和（愛知）

| 着 | 車番 | 選手       | 登録地 | 級 班 | 着差    | 決まり手 | 上がり (秒) | H/B | 特記                |
| -- | ---- | ---------- | ------ | ----- | ------- | -------- | ----------- | --- | ------------------- |
| 1  | 3    | 松浦悠士   | 広島   | SS    |         | 捲り     | 11.4        |     | 走注（斜行/押上げ） |
| 2  | 7    | 脇本雄太   | 福井   | SS    | 3/4車身 | 捲り     | 11.5        | B   |                     |
| 3  | 1    | 古性優作   | 大阪   | S1    | 1/2車輪 |          | 11.4        |     | 走注（押圧）        |
| 4  | 2    | 諸橋愛     | 新潟   | S1    | 1車輪   |          | 11.3        |     | 走注（外帯線）      |
| 5  | 8    | 内藤秀久   | 神奈川 | S1    | 1/2車身 |          | 11.0        |     |                     |
| 6  | 5    | 山田英明   | 佐賀   | S1    | 3車身   |          | 11.4        |     |                     |
| 7  | 4    | 守澤太志   | 秋田   | S1    | 1/2車身 |          | 11.5        |     |                     |
| 8  | 6    | 柏野智典   | 岡山   | S2    | 微差    |          | 11.7        |     | 走注（押上げ）      |
| 9  | 9    | 原田研太朗 | 徳島   | S1    | 大差    |          |             | JH  |                     |

### 配当金額
- 上段：複式、下段：単式

| 2枠連    | 2枠連       | 2車連       | 2車連       | 3連勝        | 3連勝        | ワイド          | ワイド                        |
| 48,674票 | 48,674票    | 140,216票   | 140,216票   | 694,649票    | 694,649票    | 74,121票        | 74,121票                      |
|          |             |             |             |              |              |                 |                               |
| 3=5      | 510円 (2)   | 3=7         | 550円 (2)   | 1=3=7        | 440円0 (1)   | 3=7 1=3 1=7     | 190円 (2) 290円 (3) 150円 (1) |
| 3-5      | 1,450円 (5) | 3-7         | 1,940円 (6) | 3-7-1        | 6,210円 (15) | 3=7 1=3 1=7     | 190円 (2) 290円 (3) 150円 (1) |
|          |             |             |             |              |              |                 |                               |
| 85,314票 | 85,314票    | 1,351,577票 | 1,351,577票 | 10,975,683票 | 10,975,683票 | 計 13,370,234票 | 計 13,370,234票               |

## 特記事項
- 名古屋競輪場でのオールスター競輪開催は、前年に続き2年連続7回目。なお、オールスター競輪は2021年からナイター開催（かつ2004年の第47回大会以来となる6日制）に移行することが決定しており[12]、日中開催は今大会が最後となった。

- 今回も第71回高松宮記念杯競輪に続いて無観客で開催された（新型コロナウイルスに伴う影響）[注 1]。

- 大会キャッチフレーズは「祭り彩る」。近年名古屋競輪場で行われるGIでは動物を競輪選手に擬人化したポスターとなっていたが、今回はメインキャラクターとして地元愛知県出身のコスプレイヤー桃月なしこを起用した。桃月は、表彰式にも登場した。

- 地上波の決勝戦中継は「坂上忍の勝たせてあげたいTV〜第63回オールスター競輪〜」《日本テレビ系列全国ネット》[13][14][注 2]。ゲストは武井壮、名古屋現地からの解説は中野浩一、実況は筒井大輔。

- 決勝戦中継とは別に、中京テレビ放送（東海ローカル）にて大会4日目（8月15日）の16:00 - 17:00に特別番組「名古屋開催！草野仁の競輪盛り上げマッスル」を放送した[15]。

- 日中開催としては最後のオールスター競輪となった5日間の総売上は、117億7481万6400円。無観客扱いでの開催であったが前年度比107・9％となり、目標としていた90億円を大幅に上回った[16]。なお、オールスター競輪の売り上げが115億円を超えたのは、2011年の第54回オールスター競輪以来9年ぶりとなった。

### 競走データ
- 参加選手のうち、最年少はGI初出場の朝倉智仁（21歳0ヶ月）、最年長は大会31年連続出場の神山雄一郎（51歳4ヶ月）[17]。

- 寺崎浩平が選手選考委員会推薦10枠によって出場[18]。デビューから210日で史上最速GI初出場の新記録を達成（従来の最速はGIIでは266日の高橋晋也）[19]。3日目には、デビューから212日で最速GI初勝利も更新した[20]。

- 前年にも当地で行われた「KEIRINレジェンドエキシビションII」に続く第3弾企画、「KEIRINレジェンドエキシビションⅢ」が4日目（8月15日）第5レース終了後に開催された[21]。今回はチェアマンである一丸安貴からオファーを受けた、吉岡稔真（65期）、山口幸二（62期）、内林久徳（62期）、後閑信一（65期）、市田佳寿浩（76期）、山田裕仁（61期）、小橋正義（59期）の7名が参戦。中野浩一（35期）が誘導員を、滝澤正光（43期・日本競輪選手養成所所長）が解説とインタビュアーを、米田明弘が実況を、それぞれ担当した。レースは、先行した吉岡が残り一周から捲ってきた山田と、最終バックから捲ってきた後閑を突っ張り、そのままゴールイン。吉岡をマークした小橋とのワンツーで優勝した（3着は市田）[22][23]。

- 4日目・第12レース（準決勝）では脇本雄太が、名古屋のバンクレコードタイ記録となる10秒4で、1着を飾った[24]。同じく、最終日・第3レース（選抜）でも渡邉一成が10秒4で1着となった。

- 前年に続きGI初優出の選手は、ゼロ。内藤秀久は2014年の第67回日本選手権競輪以来。守澤太志は2017年の第71回日本選手権競輪以来。